# Planta para acuario de agua dulce

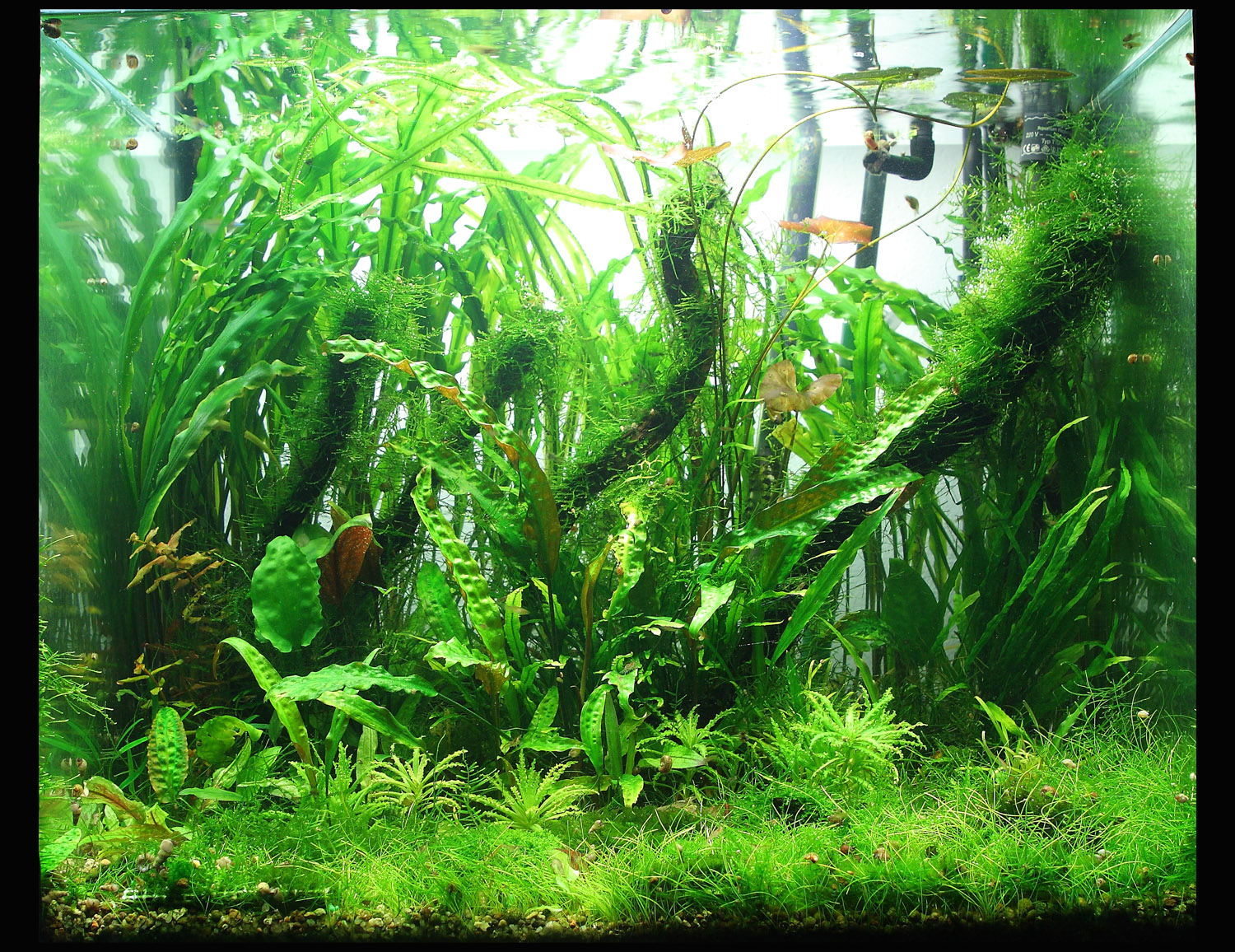
Las plantas acuáticas son de gran importancia, incluso existen acuarios poblados solo por ellas, los cuales son denominados: «acuarios holandeses».

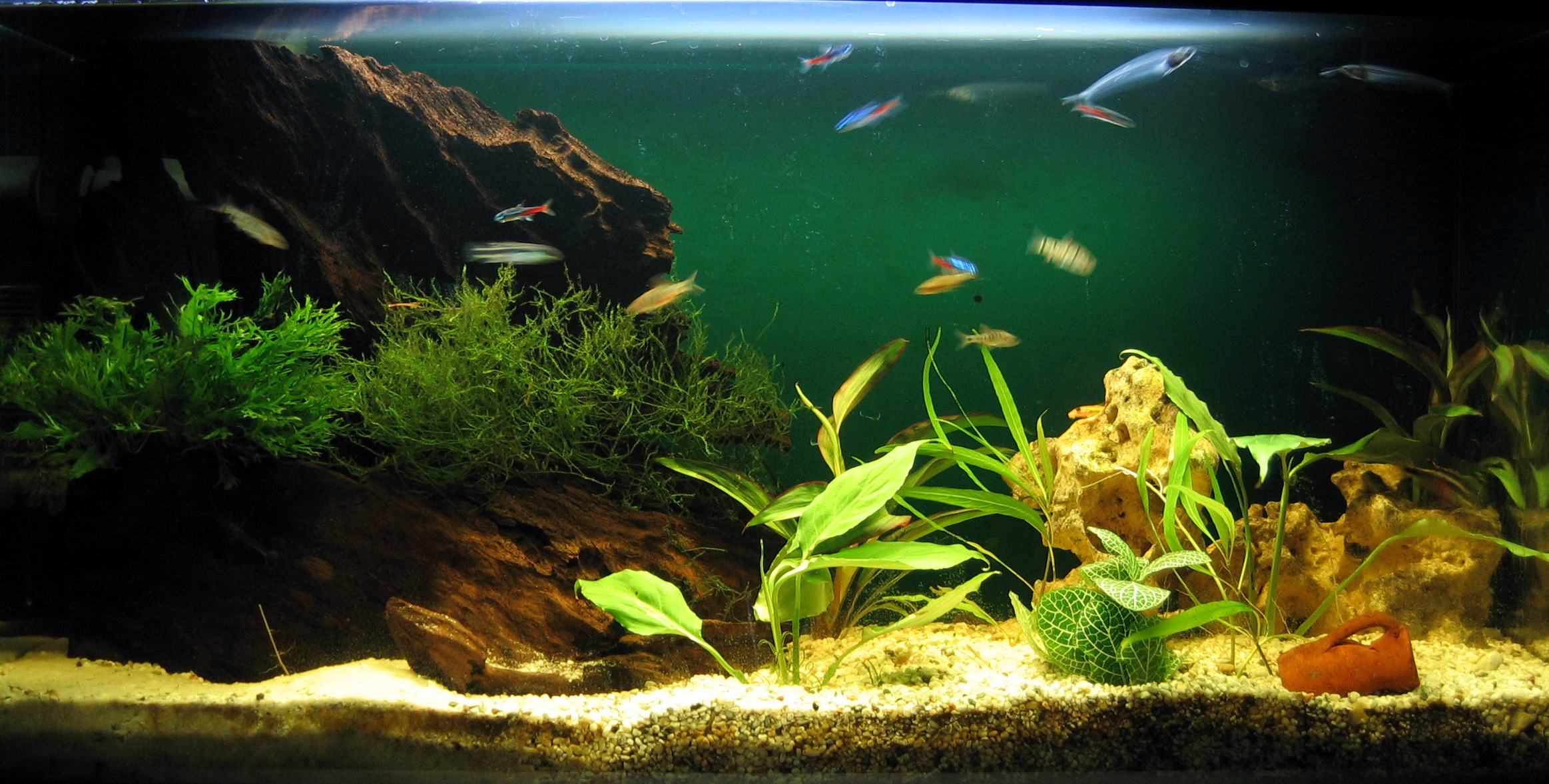
Acuario hogareño con diferentes especies de plantas acuáticas: Echinodorus sp., Anubias barteri var. nana, Hygrophyla difformis, Microsorum pteropus 'Windeløv', Micranthemum micranthemoides, Vallisneria sp., Echinodorus tenellus, etc.

Se denomina planta para acuario de agua dulce a una especie de planta acuática que presenta alguna característica que la hace adecuada para su cultivo en un acuario de agua dulce hogareño o comercial. Quedan excluidas las especies que, por su tamaño o necesidades bióticas, sólo son aptas para ser cultivadas en estanques o lagunas artificiales de un Jardín acuático.
En los acuarios, en recipientes de vidrio u otros materiales, se intenta recrear ambientes acuáticos naturales, albergando un micro ecosistema correspondiente a esos ambientes, con peces, e invertebrados, por lo que las plantas juegan un papel clave en la decoración y mantenimiento del mismo.

## Rol de las plantas en el acuario de agua dulce
Entre los variados integrantes bióticos de un acuario, son las plantas las ofrecen las más variadas cualidades. Entre los beneficios que le aportan al acuario se encuentran:
Cualidades estéticasPor sus variadas formas, tamaños, texturas, y colores, las plantas acuáticas le otorgan al acuario una importante función estética, la que acompaña y realza los colores y formas de los peces con quienes conviven, a la manera de telón de fondo. Algunos aficionados realizan con las variadas plantas acuáticas «paisajismo subacuático», desarrollando variados estilos estéticos.
Ocultamiento de objetos no naturaleslos objetos no naturales (la pared del fondo, aireadores, filtros, etc. son fácilmente ocultables gracias a una cortina de plantas, o algunas de ellas colocadas de manera estratégica.
AireaciónLas plantas acuáticas liberan oxígeno al agua del acuario, el cual le es imprescindible a los peces del mismo. Si bien el oxígeno también puede ser incorporado artificialmente de manera mecánica, o naturalmente desde la ventana que representa la superficie del agua en contacto con el aire, las plantas refuerzan la oxigenación del medio.
Acolchamiento para pecesMuchos peces son naturalmente nerviosos, por lo que pueden llegar a golpearse con el vidrio del fondo del acuario al intentar inútilmente de escapar, por lo que las anchas hojas de algunas plantas acuáticas evitan que se lastimen.
Protección para peces sometidosMuchas especies de peces son agresivas o territoriales, por lo que sólo pueden ser mantenidas en acuarios comunitarios o en compañía de otros ejemplares de su especie si el acuario presenta abundante vegetación, donde los peces de menor tamaño, o de carácter pacífico o menos dominante, pueden encontrar refugio del acoso de los más intolerantes.
Base para las puestas de pecesMuchas especies de peces sólo depositan sus adherentes huevos sobre determinadas hojas de plantas acuáticas.
Protección para alevinesLa mayoría de las especies de peces de acuario no protege a sus crías, incluso pueden alimentarse de ellas, por lo que algunas especies de plantas acuáticas de forma intrincada les otorga la imprescindible protección a los alevines hasta que alcanzan un tamaño mayor, es decir, menos vulnerable.
Alimento para peces y caracolesMuchas especies de peces y la mayor parte de las de caracoles de acuario, complementan su dieta con plantas acuáticas vivas y/o con las hojas de las plantas que ya están en deterioro o muertas.
Absorción de productos orgánicos, químicos o mineralesMediante sus hojas y raíces las plantas eliminan del acuario sustancias que podrían comprometer la calidad del agua y la salud de sus inquilinos; y con ello igualmente permiten mantener en control la aparición o expansión de las algas no deseadas, al competir por los nutrientes y minerales presentes en el acuario.

## Clasificaciones de las plantas del acuario de agua dulce
Las plantas que se encuentran en los acuarios de agua dulce viven también en ecosistemas naturales, pero logran adaptarse a vivir en los acuarios siempre que se represente de algún modo las características ambientales de los ecosistemas en donde habitan naturalmente; igualmente hay especies muy delicadas, que sufren y hasta mueren si no se logra acondicionar el acuario a uno de los rasgos que precisa, mientras que hay otras que logran vivir en acuarios con ambientes muy variados.
Las plantas del acuario de agua dulce pueden clasificarse desde múltiples variables. Estas son algunas de ellas.

### Clasificación taxonómica
Esta es una de las maneras en que es posible ordenar a las plantas de acuario, empleando la tradicional clasificación sistemática.

### Clasificación según su forma de vida
Las plantas del acuario de agua dulce se dividen, en este caso, según su forma de vida en:
- Plantas de acuario flotantes: Las plantas flotantes corresponden a las plantas acuáticas que tienen la cualidad de flotar con la mayor parte o todas las hojas situadas sobre la superficie del agua. Las raíces, en cambio, permanecen sumergidas. En algunos raros casos directamente la especie no posee raíces.

- Plantas de acuario emergentes (palustres): Las plantas emergentes, también conocidas como plantas palustres, corresponden a las plantas acuáticas que pueden sobrevivir con su estructura fuera del agua, mientras las raíces permanezcan sumergidas o cuando menos en tierra húmeda. Estas especies pueden adaptarse a vivir permanentemente sumergidas, en cuyo caso presentan hojas de forma y características distintas a las que tendría si lograse aflorar sobre la superficie.

- Plantas de acuario sumergidas: Una planta sumergida corresponden a plantas acuáticas que mantienen sus hojas siempre bajo el agua. Generalmente mueren si quedan expuestas fuera del agua, incluso a las pocas horas. Este grupo, a su vez, se subdividen en dos grupos:

Plantas de acuario sumergidas arraigadasen este grupo las especies poseen raíces mediante las cuales se fijan al fondo del acuario.
Plantas de acuario sumergidas libresMuchas son las especies de entre las arraigadas que también pueden vivir de forma libre, pero son pocas las realmente libres, es decir, que no tienen raíces; la más común es la cola de zorro.

### Clasificación según su región de origen
Una frecuente manera de agrupar las especies de plantas de acuario es por su región de origen. Además de dar coherencia a la exhibición, generalmente muestra armonía en sus requerimientos, tanto de las características químicas del agua como también las térmicas, y se conservan las relaciones entre esas especies de plantas y las especies de peces que habitan junto a ellas en la misma región. De este modo lo así expuesto se equipara a recrear un micro fragmento de esos ríos.

### Clasificación según su tamaño
Según su tamaño, pueden ordenarse en 3 grupos:
- Plantas enanas o de primer plano
- Plantas medianas o para bosquecillos
- Plantas grandes, para la parte trasera, o para ser plantadas aisladas.

### Clasificación según sus requerimientos ambientales
En este caso pueden agruparse según cada requerimiento que precise. Una misma especie puede ser agrupada en un solo conjunto, o en varios de ellos, si es el caso de una planta plástica en ese rasgo particular. Al mismo tiempo, en todos los casos las mismas especies se agrupan en distintos conjuntos comprendidos en cada uno de los tópicos a clasificar. Algunos de estos pueden ser:   
Según sus requerimientos en el pH del agua
El pH es una medida que nos permite cuantificar la acidez o alcalinidad del agua del acuario. Es por ello que tendremos especie de aguas ácidas (con pH de 5 o 6) de aguas intermedias (con pH que ronda el 7) o especies de aguas alcalinas (con pH de 7,5 u 8).
Según sus requerimientos en la dureza del agua
Se denomina dureza del agua a la concentración de compuestos minerales de cationes polivalentes (principalmente divalentes y específicamente los alcalinotérreos) que hay en una determinada cantidad de agua, en particular sales de magnesio y calcio. En este caso, clasificaremos a las plantas del acuario de agua dulce en las adecuadas para aguas blandas, duras, o intermedias.  
Según sus requerimientos lumínicos
Hay plantas acuáticas adecuadas para acuarios muy iluminados, o a los que naturalmente les llega la luz del sol directo. Por el contrario, tendremos especies que viven mejor en ambientes poco luminosos, por lo que en ese caso, una cortina de plantas flotantes puede mitigar la entrada lumínica superior.
Según sus requerimientos térmicos
Esta es la clasificación más habitual en las tiendas de acuarismo, ordenando a las especies de plantas acuáticas según sus necesidades de temperatura del agua entre las del acuario de agua fría y las del acuario tropical. Como en los tópicos anteriores, también se encuentran especies que perfectamente pueden vivir en un rango amplio de temperaturas.

## Falsas plantas de acuario de agua dulce
Un enorme grupo de plantas de acuario de agua dulce no corresponde realmente denominarlas de este modo, pues son verdaderamente falsas plantas de acuarios. Se trata de plantas terrestres pero que son comercializadas como plantas para acuario. No cualquier planta terrestre ornamental cumple las exigencias para poder ser vendida como falsa planta de acuario, generalmente son especies muy concretas y rara vez se encuentran otras especies fuera de esas. La principal característica que debe poseer es poder sobrevivir, más o menos bien, totalmente sumergidas durante un cierto tiempo, el suficiente para que sean adquiridas por algún aficionado con pocos conocimientos de plantas de acuario. La segunda característica es que en sus hojas presente colores llamativos, los que suelen ser muy infrecuentes en las verdaderas plantas de acuario, por lo que suelen colocarse mejor que las mismas plantas de acuario verdaderas, las únicas aptas para ese destino.
Las falsas plantas de acuario no son capaces de adaptarse a la vida sumergida, y tarde o temprano terminan muriendo, pudriéndose y afectando la calidad del agua. 
Entre las especies que suelen venderse en los comercios de acuarios con este fin las más comunes son: las dracenas (Dracaena sanderiana, Dracaena demerensis, y Dracaena marginata), dracena kiwi (Cordyline fruticosa), singonio (Syngonium podophyllum), difenbaquia (Dieffenbachia maculata), Hemigraphis alternata, Ophiopogon, falso helecho Selaginella wildenowi, espatífilo (Spathiphyllum wallisii), calatea (Calathea rufibarba), acoro (Acorus gramineus), palmerita de interior (Chamaeodorea elegans), cintas (Chlorophytum comosum), Alternanthera ficoidea, fitonia (Fittonia verschaffeltii), hoja de la sangre (Hipoestes phyllostachya), begonias (Begonia), etc.